# The Crucible of Fate
The Crucible of Fate è un cortometraggio muto del 1914 diretto da Harry Lambert (Harry Lambart)

## Produzione
Il film fu prodotto dalla Vitagraph Company of America.

## Distribuzione
Distribuito dalla General Film Company, il film - un cortometraggio in due bobine - uscì nelle sale cinematografiche statunitensi il 4 aprile 1914.